# David di Donatello 1958
La tercera edició dels premis David di Donatello, concedits per l'Acadèmia del Cinema Italià va tenir lloc el 29 de juliol de 1958 al Teatre grecoromà de Taormina. El premi consistia en una estatueta dissenyada per Bulgari.

## Guanyadors

### Millor productor
- Milko Skofic - Anna di Brooklyn (ex aequo)
- Leonardo Bonzi - La muraglia cinese (ex aequo)

### Millor actriu
- Anna Magnani - Wild Is the Wind

### Millor actor
- Marlon Brando - Sayonara (ex aequo)
- Charles Laughton - Testimoni de càrrec (Witness for the Prosecution) (ex aequo)

### Millor productor estranger
- Sam Spiegel - El pont del riu Kwai (The Bridge on the River Kwai)

### Targa d'oro
- Vittorio De Sica, per la seva supervisió a: Anna di Brooklyn; dirigida per Vittorio De Sica i Carlo Lastricati
- Antonio Pietrangeli, per la seva direcció a: Nata di marzo
- Marilyn Monroe, per la seva interpretació a: El príncep i la corista (The Prince and the Showgirl); dirigida per Laurence Olivier
- Goffredo Lombardo, pel conjunt de la seva producció
- Spyros Skouras, pel conjunt de la seva producció

### Premi internacional "Olimpo" pel teatre
- Vittorio Gassman